# Travunijana
Travunijana – rodzaj ślimaków z rzędu Littorinimorpha i rodziny źródlarkowatych (Hydrobiidae).

## Morfologia
Ślimaki te mają białawe ciało i niewielkie oczy. Ich muszla jest owalno-stożkowata do podługowato-stożkowatej i osiąga od 1,9 do 3,7 mm wysokości. Rzeźba na powierzchni protokonchy składa się z drobnych, płytszych niż u Belgrandia dołków i pozbawiona jest linii spiralnych. Ujście muszli jest słabiej rozszerzone niż u Plagigeyeria, ma prosty profil boczno-wargowy i gładko zafalowaną krawędź wrzecionową. Narządy rozrodcze odznaczają się prąciem o tępym wierzchołku i z niewielkim wyrostkiem przedwierzchołkowym po lewej stronie.

## Ekologia i występowanie
Mięczaki te są endemitami Gór Dynarskich na Bałkanach. Występują na terenach krasowych w południowej części Chorwacji oraz w Hercegowinie. Wzdłuż południowej części wybrzeża dalmatyńskiego rozprzestrzenione są od Gradacu i Pločy na północy po Dubrownik na południu. W głąb lądu sięgają po Prolog, Vrgorac, Svitavę, Veličani, Trebinje, Bilećę, Gatačko polje, Dabarsko polje i okolice Hodbiny.
Ślimaki te zasiedlają źródła. Wchodzą w skład bentosu. Należą do zdrapywaczy żerujących na peryfitonie.

## Taksonomia
Rodzaj ten wprowadzony został w 2019 roku przez Jozefa Grego i Petera Glöera jako takson monotypowy z jednym, typowym gatunkiem – T. vruljakensis. Nazwa rodzajowa pochodzi od Trawunii. W 2020 roku Jozef Grego dokonał rewizji taksonomicznej rodzajów Plagigeyeria i Travunijana, włączając do tego drugiego liczne gatunki.
Do rodzaju tego zalicza się 10 opisanych gatunków:
- Travunijana angelovi (Schütt, 1972)
- Travunijana djokovici J. Grego & V. Pešić, 2021
- Travunijana edlaueri (Schütt, 1961)
- Travunijana gloeri Grego, 2020
- Travunijana klemmi (Schütt, 1961)
- Travunijana nitida (Schütt, 1963)
- Travunijana ovalis (Kuščer, 1933)
- Travunijana robusta (Schütt, 1959)
- Travunijana tribunicae (Schütt, 1963)
- Travunijana vruljakensis Grego & Glöer, 2019